# Pienisaari (ö i Norra Savolax, Kuopio, lat 63,13, long 27,61)
Pienisaari är en ö i Finland. Den ligger i sjön Pöljänjärvi och i kommunen Siilinjärvi i den ekonomiska regionen  Kuopio ekonomiska region  och landskapet Norra Savolax, i den centrala delen av landet, 400 km norr om huvudstaden Helsingfors. Öns area är 0,6 hektar och dess största längd är 100 meter i sydväst-nordöstlig riktning.